# Elektrárna Niederaußem
Elektrárna Niederaussem (německy Kraftwerk Niederaussem) je elektrárna spalující hnědé uhlí, která se nachází v městské části německého Bergheimu, v Niederaussemu. Má nejvyšší chladicí věž na světě a vlastníkem elektrárny je RWE. Podle studie Dirty Thirty („Špinavá třicítka“) elektrárna je druhá „nejšpinavější“ v Evropě co do objemu emisí CO2 a třetí „nejšpinavější“ v přepočtu emisí na vyrobené množství elektrické energie.
Bloky elektrárny, označené písmeny A a B, se začaly stavět na podzim roku 1960. Chladicí věž vysoká 200 metrů a tím nejvyšší na světě se začala stavět v roce 2002 a její stavba byla ukončena v roce 2003.